# Manson Benedict
Manson Benedict (Lake Linden, 9 de outubro de 1907 — Naples, 18 de setembro de 2006) foi um físico estadunidense.